# 松草駅
松草駅（まつくさえき）は、岩手県宮古市区界にある、東日本旅客鉄道（JR東日本）山田線の駅である。

## 歴史
- 1930年（昭和5年）10月31日：開業[2][3]。当時は終着駅[2]。
- 1931年（昭和6年）10月31日：平津戸駅まで延伸[2]。途中駅となる[2]。
- 1972年（昭和47年）3月15日：貨物の取り扱いを廃止[3]。
- 1982年（昭和57年）11月15日：荷物の扱いを廃止し[4]、無人化[5]。
- 1987年（昭和62年）4月1日：国鉄分割民営化により、東日本旅客鉄道の駅となる[2][3]。
- 2015年（平成27年）12月11日：土砂流入災害により営業休止。
- 2017年（平成29年）11月5日：上米内 - 川内の復旧により営業再開。
- 2024年（令和6年）10月1日：えきねっとQチケのサービスを開始[1][6]。

## 駅構造
単式ホーム1面1線を有する地上駅である。かつては相対式ホームの列車交換可能駅だったが、国鉄末期に交換設備が撤去され無人化された。
ホームには待合所が設置されている。盛岡駅管理の無人駅である。

## 駅周辺

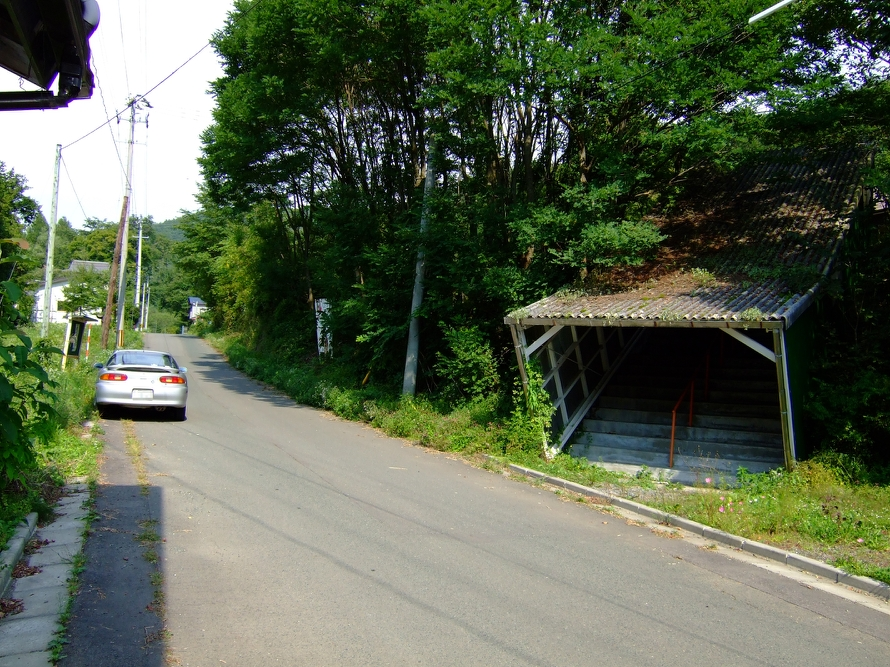
駅入口

- 県道170号松草停車場線
- 県道171号大川松草線
- 国道106号
- 閉伊川
- 宮古市役所門馬出張所
- 門馬郵便局

- 駅入口

## 隣の駅
東日本旅客鉄道（JR東日本）
■山田線
□快速「リアス」
通過
■普通
区界駅 - 松草駅 - *平津戸駅 - 川内駅
*打消線は廃駅